# Bungkeng
Bungkeng is een bestuurslaag in het regentschap Bangkalan van de provincie Oost-Java, Indonesië. Bungkeng telt 1867 inwoners (volkstelling 2010).